# ستيف فولمر
ستيف فولمر (بالإنجليزية: Steve Fulmer)‏ هو لاعب دوري الرغبي أسترالي، ولد في 6 مايو 1966.